# Lupin III vs. Cat's Eye
Pour les articles homonymes, voir Lupin (homonymie).
Lupin III vs. Cat's Eye (ルパン三世VSキャッツ・アイ, Rupan sansei VS Kyattsu ai) est un ONA japonais, sorti le 27 janvier 2023 sur Prime Video. Il s'agit d'un crossover entre les franchises Lupin III créée par Monkey Punch et Cat's Eye de Tsukasa Hōjō

## Synopsis
Tamara, Sylia et Alexia ont réussi à dérober une toile de collection au nez et à la barbe de forces de police qui n'y ont vu que du feu. À peu près au même moment, Lupin III a lui aussi réussi à voler un autre tableau. Mais le plus déroutant avec ces deux vols est que les deux tableaux font partie de la série du peintre Michael Heinz, connue sous le nom de La Fille aux fleurs.
Pour les trois sœurs, mettre la main sur ces tableaux revêt une valeur sentimentale, car ils appartiennent à leur père porté disparu. De plus, ces peintures recèlent des indices qui leur permettront peut-être de le retrouver. Alors, le fait que Lupin s'intéresse aussi à ces tableaux est vu comme une déclaration de guerre pour Cat's Eye. Il ne fait donc aucun doute qu'elles ne vont pas le laisser agir à sa guise.

## Fiche technique
Sauf indication contraire, les informations mentionnées dans cette section peuvent être confirmées par les bases de données cinématographiques IMDb et Allociné,  présentes dans la section « Liens externes ».
- Réalisation : Hiroyuki Seshita, Kōbun Shizuno, Keisuke Ide
- Scénario : Monkey Punch, Tsukasa Hōjō, Shūji Kuzuhara
- Société de production : TMS Entertainment
- Durée : 92 minutes

## Doublage

### Voix originales
- Kanichi Kurita : Arsène Lupin III
- Akio Otsuka : Daisuke Jigen
- Daisuke Namikawa : Goemon Ishikawa
- Miyuki Sawashiro : Fujiko Mine
- Kōichi Yamadera : l'inspecteur Zenigata
- Keiko Toda : Hitomi Kisugi
- Rika Fukami[n 1] : Rui Kisugi
- Chika Sakamoto (en) : Ai Kisugi
- Yoshito Yasuhara (en) : Toshi Utsumi
- Mugihito[n 2] : Sadatsugu Nagaishi
- Banjō Ginga (fausse voix), Takayuki Sugō (en) (véritable voix) : Heinrich Berger
- Hiroki Tōchi (en) : Dennis Kirchmann
- Banjō Ginga : Michael Heinz

### Voix françaises
- Maxime Donnay : Arsène Lupin III
- Adrien Antoine : Daisuke Jigen
- Alexis Tomassian : Goemon Ishikawa
- Valérie Muzzi :  Fujiko Mine
- Vincent Ropion : l'inspecteur Koichi Zenigata
- Edwige Lemoine : Tamara
- Laura Préjean : Sylia
- Lisa Caruso : Alexia
- Donald Reignoux : Quentin
- Xavier Fagnon : Nagaishi
- Gabriel Le Doze : Heinrich Berger
- Lionel Tua : Dennis Kirchmann
- Bernard Métraux : Michael Heinz
- Philippe Peythieu : voix additionnelles

version française réalisée par la société de doublage Dubbing Brothers, sous la direction artistique de Christophe Lemoine, avec une adaptation des dialogues par Olivier Lips et Rodolph Freytt.

## Accueil

### Réception critique
Le site IMDb donne une note de 6.1/10 à l'ONA.